# Monte Nock
Il Monte Nock è una piccola montagna situata nel comune di Ruffré-Mendola, in Trentino, alta 1342 s.l.m.
È presente uno dei 3 impianti di risalita della Val di Non (gli altri sono al Monte Roen (Passo Mendola) e l'altro sull'altopiano della Predaia). Quello del Monte Nock lungo 420 metri composto da una seggiovia biposto che parte a 1218 s.l.m e arriva alla cima (1342 s.l.m.) serve una pista nera e una pista rossa, entrambe sono illuminate consentendo di sciare anche in notturna. Entrambe le piste sono riconosciute dalla FISI. La pista Nera chiamata "Monte Nock A" è lunga 400 metri, quella rossa chiamata "Monte Nock B" è lunga 800 metri.